# Retinispora japonica
Retinispora japonica là một loài thực vật hạt trần trong họ Cupressaceae. Loài này được Mast. mô tả khoa học đầu tiên năm 1881.